# Санта-Мария-Сише
Санта-Мария-Сише (фр. Santa-Maria-Siché, корс. Santa Maria è Sichè) — коммуна во Франции, находится в регионе Корсика. Департамент коммуны — Южная Корсика. Входит в состав кантона Тараво-Орнано. Округ коммуны — Аяччо.
Код INSEE коммуны — 2A312.

## Население
Население коммуны на 2008 год составляло 396 человек.
| 1962 | 1968 | 1975 | 1982 | 1990 | 1999 | 2008 |
| ---- | ---- | ---- | ---- | ---- | ---- | ---- |
| 493  | 537  | 461  | 439  | 355  | 357  | 396  |

## Экономика
В 2007 году среди 224 человек в трудоспособном возрасте (15—64 лет) 163 были экономически активными, 61 — неактивными (показатель активности — 72,8 %, в 1999 году было 62,3 %). Из 163 активных работали 142 человека (84 мужчины и 58 женщин), безработных было 21 (10 мужчин и 11 женщин). Среди 61 неактивных 14 человек были учениками или студентами, 22 — пенсионерами, 25 были неактивными по другим причинам.
В 2008 году в коммуне насчитывалось 170 облагаемых налогом домохозяйств, в которых проживали 365 человек, медиана доходов составляла 16 327 евро на одного человека.